# Screeve
Nella grammatica georgiana, il termine screeve (AFI: /skɹiːv/, in italiano anche scrivi o fila) indica un insieme di forme verbali, ottenute coniugando un verbo secondo la persona (1ª, 2ª e 3ª) e secondo il numero (singolare e plurale) dei suoi argomenti. Si tratta della trascrizione del termine mts'k'rivi (მწკრივი) "fila", introdotto dal linguista georgiano Ak'ak'i Shanidze. Corrisponde grossomodo al TAM (una combinazione di tempo, aspetto e modo) che caratterizza la tradizione grammaticale occidentale.
Se il verbo è monovalente, le forme sono 6 come nei tempi italiani; se il verbo è bivalente o trivalente sono 28 (=6×6-8, ossia 6 entrate del soggetto per 6 entrate dell'oggetto diretto/indiretto, meno 8 entrate realizzate in maniera perifrastica).
Per esempio, lo screeve aoristico per la maggior parte delle forme verbali è costituito almeno da un preverbo (და da-), una radice (წერ c'er, "scrive-re"), e una screeve desinenziale (ე -e, ა -a, ეს -es) e, nella prima e seconda persona, da un suffisso plurale (თ -t):
|                 | Singolare                          | Plurale                                 |
| --------------- | ---------------------------------- | --------------------------------------- |
| Prima persona   | დავწერე davc'ere "(io) lo scrissi" | დავწერეთ davc'eret "(noi) lo scrivemmo" |
| Seconda persona | დაწერე dac'ere "(tu) lo scrivesti" | დაწერეთ dac'eret "(voi) lo scriveste"   |
| Terza persona   | დაწერა dac'era "(egli) lo scrisse" | დაწერეს dac'eres "Essi lo scrissero"    |

Data la presenza di termini simili nelle grammatiche occidentali, è importante capire come gli screeve differiscano da essi.  In molte lingue occidentali, le desinenze codificano tutto il tempo, l'aspetto e il modo, ma in georgiano, le desinenze dello screeve possono includere o no una di queste categorie.  Per esempio, gli screeve della serie perfetti possiedono proprietà modali ed evidenziali che sono completamente assenti negli screeve aoristici e nella serie presente/futuro; per es. წერილი დაუწერია c'erili dauc'eria "egli ha apparentemente scritto la lettera" implica che si conosca che la lettera è scritta poiché si vede la lettera scritta su un tavolo. Tuttavia, la forma presente წერილს დაწერს c'erils dac'ers "egli scriverà la lettera" è semplicemente neutra rispetto alla questione di come si capisce (o non si capisce) che la lettera sarà scritta.